# Szávitríbáí Phulé
Szávitríbáí Dzsjótiráo Phulé (सावित्रीबाई ज्योतिराव फुले, 1831. január 3. – 1897. március 10.) indiai társadalmi reformer és költőnő. Férjével, Dzsjótiráo Phuléval együtt fontos szerepet játszott a nők jogainak érvényesítésében a brit uralom idején. A házaspár 1848-ban nyitotta meg az első női iskolát Puné városában Bhidé Wadaiban. Szávitríbáí fellépett azért, hogy megszűnjön a különböző kasztokba tartozó emberek közötti, és a nőket sújtó hátrányos megkülönböztetés, méltatlan bánásmód.

## Ifjúsága
Szávitríbáí Phulé 1831-ben született Nájgáon (Naigaon नायगांव) községben, a mai Mahárástra (Maharashtra महाराष्ट्र) állam területén paraszti családban. Kilencéves volt, amikor megházasították a 13 éves Dzsjótiráo Phuléval. Saját gyermekük nem született, de örökbe fogadták Jasavantraót (Yashwantrao यशवंतराव), aki egy bráhmin özvegyasszony fia volt.

## Pályafutása
Szávitrí oktatási és társadalmi reformerként dolgozott, különösen a nők számára. Rá és férjére nagy hatást gyakorolt Thomas Paine könyve: The Rights of Man (Az ember jogai, 1791).
A 19. században a hindu társadalomban elrendezett házasságok dívtak. Mivel magas volt a halandóság, sokan már nagykorúságuk előtt megözvegyültek, és sötét jövő várt rájuk. Leborotválták a fejüket, hogy ne legyenek vonzóak. Szávitrínak és férjének megesett a szívük ezeken a lányokon. Sztrájkot hirdettek a borbélyok ellen, hogy meggyőzzék őket: fel kell hagyni az özvegyek borotválásával.
Ezek a kiszolgáltatott nők könnyű prédák voltak a szélesebb családjuk férfi tagjainak buja és agresszív vágyai számára. A megesett özvegyasszonyok öngyilkossághoz, csecsemőgyilkossághoz is folyamodtak a kiközösítéstől való félelmükben. Dzsjótiráo egyszer megakadályozott egy terhes nőt abban, hogy megölje magát, s megígérte neki, hogy nevére veszi a születendő gyermeket. Szávitríbáí befogadta az asszonyt a saját házába, és segített levezetni a szülést. Szávitríbái és Dzsjótiráo felnevelték a gyermeket, aki orvos lett. Szávitríbái és a férje anyaotthont alapítottak a megesett özvegyasszonyoknak.
Abban az időben az érinthetetlenek nem ihattak azokból a kutakból, ahonnan a kaszt-hinduk ittak. A Phulé házaspár 1868-ban ezért megnyitotta saját házuk kútját az érinthetetlenek előtt.
1873. szeptember 24-én Dzsjótiráo megalapította a Szatjasódhak Szamádzs (Satyashodhak Samaj सत्यशोधक समाज) nevű szervezetet, az igazság keresőinek szervezetét, amely az elnyomott osztályok jogaiért lépett föl. A szervezet a racionális gondolkodás terjesztéséért küzdött, és elutasította azt, hogy szükség volna a papokra. Szávitríbáí az egyesület női részlegét irányította 90 taggal. Tanárnőként dolgozott, lányokat tanított.
Tiffany Wayne úgy írta le Phulét, mint „a modern India és az egész világ feministáinak egyik első képviselőjét, aki a nők elszigetelésén túl a patriarchális viszonyok és a kasztrendszer egészét vitatta."

## Halála
Szávitríbáí Phulé és fogadott fia, Jasvant kórházat nyitottak a harmadik bubópestis világjárvány betegeinek ellátására, amikor a járvány felütötte a fejét Puné környékén, 1897-ben. Szávitríbáí személyesen vitte a betegeket a kórházba, ahol fia kezelte őket. Az asszony eközben maga is elkapta a kórt, és 1897. március 10-én meghalt.

## Öröksége
Két verseskötete halála után jelent meg: Kavya Phule (1934) és Bavan Kashi Subodh Ratnakar (1982).
Mahárástra Kormánya az ő nevét viselő díjat alapított, hogy elismerje a társadalmi reformer nőket. 2014-ben a punéi egyetem fölvette az ő nevét.
1998. március 10-én az Indiai Posta bélyeget bocsátott ki Phulé tiszteletére.